# فلويد روبنسون
فلويد روبنسون (بالإنجليزية: Floyd Robinson) هو لاعب كرة قاعدة أمريكي، ولد في 9 مايو 1936 في بريسكوت في الولايات المتحدة.

## وصلات خارجية
- فلويد روبنسون على موقعبيزبول رفرنس.كوم (الدوري الرئيسي) (الإنجليزية)
- فلويد روبنسون على موقعبيزبول رفرنس.كوم (الدوري الثانوي) (الإنجليزية)